# Порта-Нуова (Милан)

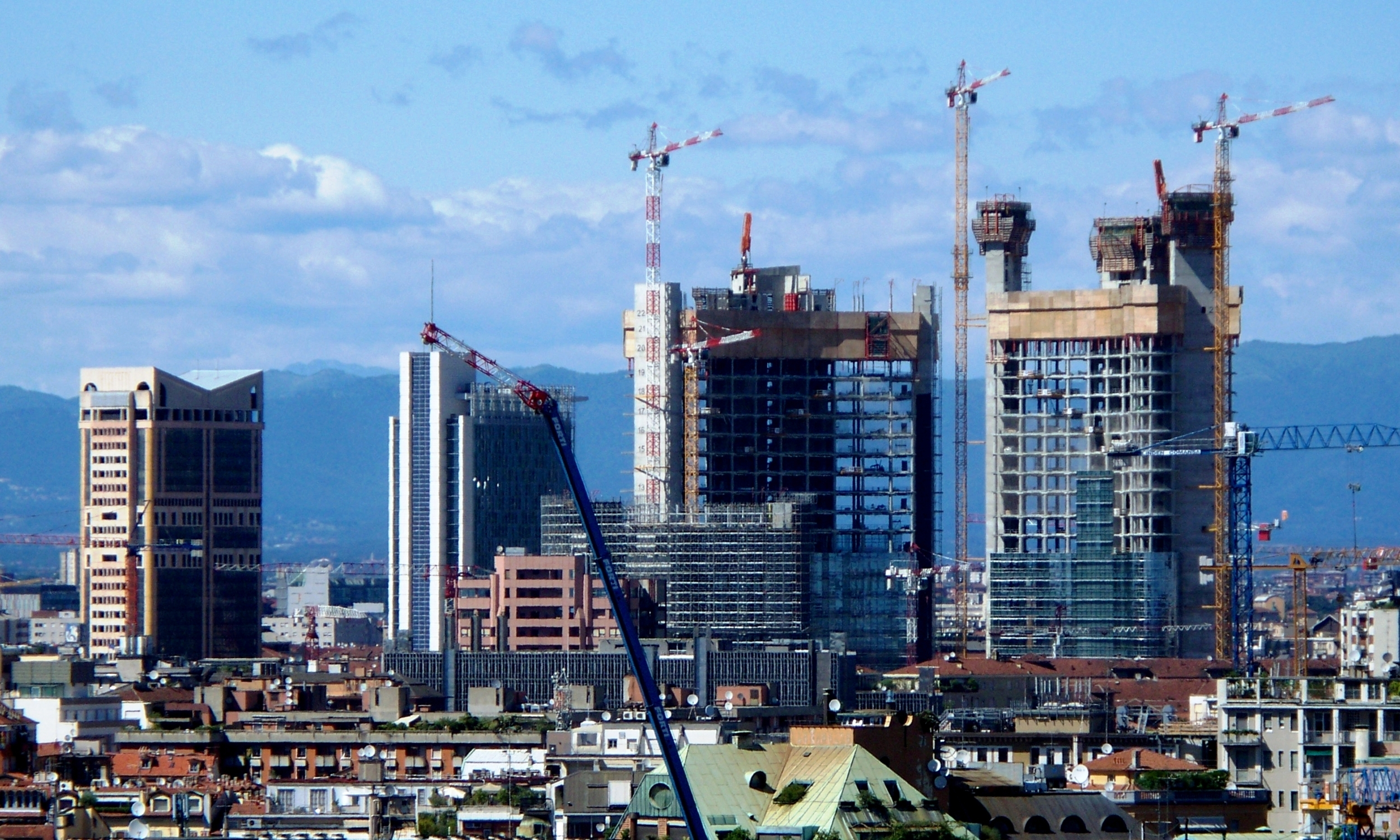
Строящийся деловой квартал, 2010 год

Порта-Нуова (итал. Porta Nuova) — одни из основных городских ворот Милана (Италия).
Порта-Нуова представляют собой двойную триумфальную арку, своды которой сложены из блоков жёлтого песчаника и украшены барельефами. По обе стороны от ворот симметрично расположены бывшие таможенные пропускные пункты, также выполненные в виде арок.

Герб квартала Порта-Нуова

Ворота дали название одному из исторических кварталов Милана. На гербе квартала изначально был изображён серебряный лев на чёрном щите. Потом гербом был разделённый на четыре части щит, две части которого были красными, а две — серебряными. Окончательным вариантом герба стал серебряно-чёрный, разделённый на четыре части, щит.

## История
Были построены в так называемой «испанской стене», которая в этой части города к настоящему времени полностью разрушена.
Сооружены в 1810—1813 годах по проекту архитектора Джузеппе Дзанойя, который также участвовал в проектировании фасада Миланского собора. Порта-Нуова расположены на античной римской дороге, соединявшей Милан с регионом Брианца у подножия Альп. Важное коммерческое значение имело местонахождение ворот рядом с судоходным каналом, существовавшим в то время. Возведение Порта-Нуова послужило стимулом к развитию гражданского строительства вокруг городских укреплений, уже утративших своё защитное значение, и активной урбанизации северной части Милана.
Песчаник, использовавшийся как для строительства арки Порта-Нуова, так и для многих других миланских зданий, представляет собой очень рыхлый материал. Поэтому барельефы и лепнина на воротах подвержены сильной эрозии и загрязнению. Большая часть первоначальных декоративных элементов ворот разрушена или практически не видна. В 2002 году ассоциация «Открытые замки и виллы Ломбардии» (итал. Castelli e Ville Aperte in Lombardia) получила от городских властей право распоряжаться Порта-Нуова при условии их реставрации.